# L'Affranchi (album)
Pour l’article homonyme, voir L'Affranchi.
Albums de Koba LaD
VII
(2018) Détail
(2020)
L'Affranchi est le deuxième album studio du rappeur français Koba LaD, sorti le 19 avril 2019.

## Genèse et accueil commercial
Le 22 mars 2019, il sort le clip Cellophané, premier extrait de son album.
A la veille de la sortie de l'album, il sort le clip RR 9.1 avec Niska, deuxième extrait de son album.
Sur cet album, il collabore avec Maes, Ninho et Niska. L'album est certifié disque d'or, puis disque de platine.

## Liste des pistes
| L'Affranchi | L'Affranchi             | L'Affranchi     | L'Affranchi                              | L'Affranchi | L'Affranchi | L'Affranchi | L'Affranchi | L'Affranchi | L'Affranchi |
| No          | Titre                   | Auteur          | Compositeurs(s)                          | Durée       |             |             |             |             |             |
| ----------- | ----------------------- | --------------- | ---------------------------------------- | ----------- | ----------- | ----------- | ----------- | ----------- | ----------- |
| 1.          | Koba du 7               | Koba LaD        | Shakir187, Chapo, Heizenberg             | 2:57        |             |             |             |             |             |
| 2.          | Cellophané              | Koba LaD        | Noxious, Seezy                           | 3:23        |             |             |             |             |             |
| 3.          | Quadrillé               | Koba LaD        | Chapo, French Connect, Heizeberg, Narcos | 3:19        |             |             |             |             |             |
| 4.          | Matin (feat. Maes)      | Koba LaD, Maes  | Sofiane Pamart, MOC                      | 3:44        |             |             |             |             |             |
| 5.          | C'est moi               | Koba LaD        | Jemi Black                               | 2:59        |             |             |             |             |             |
| 6.          | Amitiés gâchées         | Koba LaD        | Tommy Beats                              | 3:07        |             |             |             |             |             |
| 7.          | Mélange                 | Koba LaD        | Seezy                                    | 3:21        |             |             |             |             |             |
| 8.          | Demain j'arrête         | Koba LaD        | Noxious, Drama State                     | 3:12        |             |             |             |             |             |
| 9.          | Quotidien (feat. Ninho) | Koba LaD, Ninho | Bersa                                    | 3:14        |             |             |             |             |             |
| 10.         | Quand j'étais petit     | Koba LaD        | Tommy Beats                              | 3:10        |             |             |             |             |             |
| 11.         | Le magot                | Koba LaD        | Seezy                                    | 3:03        |             |             |             |             |             |
| 12.         | O.G                     | Koba LaD        | Noxious                                  | 3:12        |             |             |             |             |             |
| 13.         | Guedro                  | Koba LaD        | H8MKRZ                                   | 3:48        |             |             |             |             |             |
| 14.         | RR 9.1 (feat. Niska)    | Koba LaD, Niska | Phazz                                    | 3:20        |             |             |             |             |             |
| 15.         | Pour moi                | Koba LaD        | Tommy Beats                              | 2:47        |             |             |             |             |             |
| 48:33       |                         |                 |                                          |             |             |             |             |             |             |

| Réédition | Réédition            | Réédition | Réédition                 | Réédition | Réédition | Réédition | Réédition | Réédition | Réédition |
| No        | Titre                | Auteur    | Compositeurs(s)           | Durée     |           |           |           |           |           |
| --------- | -------------------- | --------- | ------------------------- | --------- | --------- | --------- | --------- | --------- | --------- |
| 1.        | Marie                | Koba LaD  | M Millz, Habib Defoundoux | 3:14      |           |           |           |           |           |
| 2.        | La détaille          | Koba LaD  | H8MKRZ                    | 3:02      |           |           |           |           |           |
| 3.        | Pas comme les autres | Koba LaD  | Saydiq                    | 3:05      |           |           |           |           |           |
| 4.        | Four                 | Koba LaD  | Laytebeats                | 2:55      |           |           |           |           |           |
| 5.        | Mortel               | Koba LaD  | Noxious                   | 3:23      |           |           |           |           |           |
| 1:04:00   |                      |           |                           |           |           |           |           |           |           |

## Titres certifiés en France
- Cellophané  Platine[5]
- Matin (avec Maes)  Platine[6]
- Quotidien (avec Ninho)  Diamant[7]
- RR 9.1 (avec Niska)  Diamant[8]
- Marie  Platine[9]
- Mortel  Or[10]
- Four  Or

## Clips vidéos
- Cellophané : 22 mars 2019
- RR 9.1 (feat. Niska) : 18 avril 2019
- Matin (feat. Maes) : 24 juin 2019
- Four : 23 août 2019
- Marie : 9 octobre 2019

## Certification
| Région        | Certification | Ventes/Streams |
| ------------- | ------------- | -------------- |
| France (SNEP) | 2 × Platine   | 200 000        |

## Classement
| Classements (2019)           | Meilleure position |
| ---------------------------- | ------------------ |
| France (SNEP)                | 3                  |
| Belgique (Flandre Ultratop)  | 83                 |
| Belgique (Wallonie Ultratop) | 6                  |
| Suisse (Schweizer Hitparade) | 13                 |